# Sigi (Wölsungen)
Sigi ist in der germanischen Mythologie der Sohn Odins und der Urvater des Geschlechtes der Wölsungen.
Er wurde nach dem Mord an eines anderen Mannes Knecht Bredi friedlos und musste seine Heimat verlassen. Mit Odins Beistand eroberte er sich ein Reich, nahm die Tochter eines unterworfenen Fürsten zur Frau, zeugte einen Sohn, Rerir, und herrschte über Hunenland (möglicherweise Frankenland). Als er ein alter Mann geworden war, überfielen ihn die Brüder seiner Frau treulos und erschlugen ihn samt seinem Gefolge. Rerir rächte den Mord an seinem Vater und wurde ein noch mächtigerer König als Sigi.